# Leptogaster jamaicensis
Leptogaster jamaicensis là một loài ruồi trong họ Asilidae. Leptogaster jamaicensis được Farr miêu tả năm 1963. Loài này phân bố ở vùng Tân nhiệt đới.